# Ruciane-Nida (gemeente)

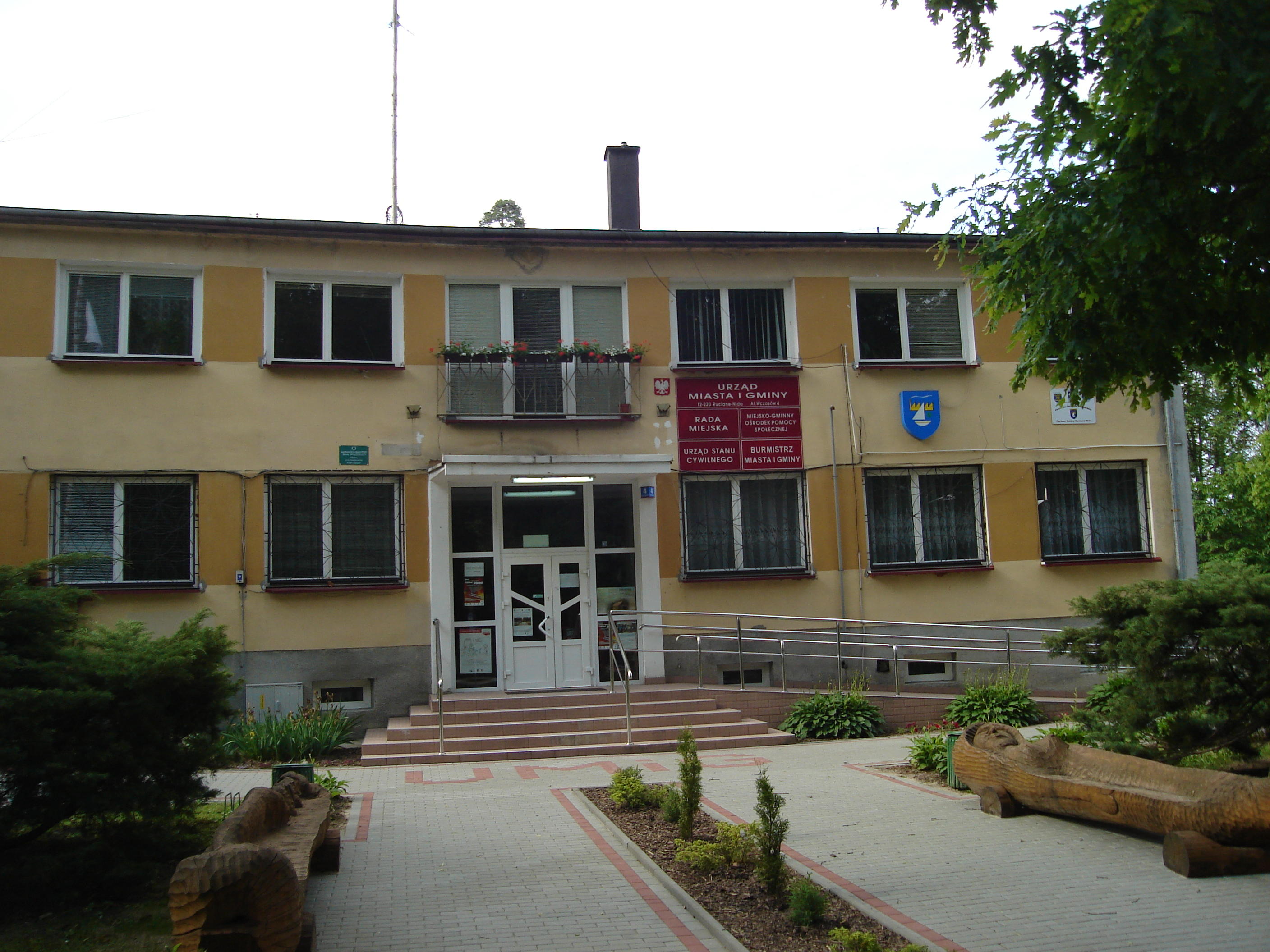
Gemeentehuis

De gemeente Ruciane-Nida is een stad- en landgemeente in het Poolse woiwodschap Ermland-Mazurië, in powiat Piski.
De zetel van de gemeente is in Ruciane-Nida.
Op 30 juni 2004 telde de gemeente 8619 inwoners.

## Oppervlakte gegevens
In 2002 bedroeg de totale oppervlakte van gemeente Ruciane-Nida 357,74 km², waarvan:
- agrarisch gebied: 12%
- bossen: 71%

De gemeente beslaat 20,14% van de totale oppervlakte van de powiat.

## Demografie
Stand op 30 juni 2004:
| Omschrijving                   | Totaal | Totaal | Vrouwen | Vrouwen | Mannen | Mannen |
| ------------------------------ | ------ | ------ | ------- | ------- | ------ | ------ |
| eenheid                        | aantal | %      | aantal  | %       | aantal | %      |
| inwoners                       | 8619   | 100    | 4333    | 50,3    | 4286   | 49,7   |
| bevolkingsdichtheid (inw./km²) | 24,1   | 24,1   | 12,1    | 12,1    | 12     | 12     |

In 2002 bedroeg het gemiddelde inkomen per inwoner 1741,63 zł.

## Administratieve plaatsen (sołectwo)
Gałkowo, Iznota, Karwica, Końcewo, Krzyże, Niedźwiedzi Róg, Nowa Ukta, Onufryjewo, Osiniak-Piotrowo, Szeroki Bór, Śwignajno, Ukta, Wejsuny, Wojnowo, Wólka, Wygryny.

## Overige plaatsen
Bartlewo, Borek, Gąsior, Głodowo, Iwanowo, Jeleń, Kadzidłowo, Kamień, Karwica Mazurska, Kokoszka, Lipnik, Lisiczyn, Ładne Pole, Majdan, Maskulińskie, Piaski, Pieczysko, Popielno, Pranie, Ruczaj, Warnowo, Wierzba, Wypad, Zameczek, Zamordeje, Zaroślak, Zdrużno.

## Aangrenzende gemeenten
Mikołajki, Piecki, Pisz, Rozogi, Świętajno